# كانا (أسطورة)
كانا (بالإنجليزية: Kana)‏ مخادع في أساطير بولنیزيا، ولد على هيئة جبل، اختطف فتاة ووضعها على تل في إحدى الجزر، لكنه كلما مد نفسه لکی يصل إلى الفتاة كبر التل وابتعدت الفتاة أكثر فذهب إلى جدته «أولی أنكاكا» لكي يأكل لأنه أصبح نحيفا جدا من محاولاته المستمرة في مط نفسه لكي يصل إلى الفتاة. غير أن جدته أخبرته أن هذه الجزيرة عملاقة بالفعل، وأن جميع محاولانه سوف تبوء بالفشل، فاقتنع ورجع إلى الجزيرة وأنقذ الفتاة بأن أعادها إلى أهلها.